# Veículo multicombustível
Veículo multicombustível é aquele que permite a utilização de três os mais diferentes tipos de combustível, de acordo com a opção escolhida pelo condutor do veículo, diferenciando-o portanto dos veículos Bicombustível ou Flex. Um exemplo deste tipo de veículo é o Siena Tetrafuel da montadora Fiat.
Referência: http://www.pucp.edu.pe/congreso/cibim8/pdf/06/06-32.pdf